# Hartmanice (kraj pardubicki)
Hartmanice – gmina w Czechach, w powiecie Svitavy, w kraju pardubickim. Według danych z dnia 1 stycznia 2014 liczyła 284 mieszkańców.